# Новологиновское сельское поселение (Большереченский район)
Новологиновский сельский округ — сельский округ в Большереченском районе Омской области.
Административный центр — село Новологиново.

## История
Постановлением ВЦИК от 24 сентября 1924 года была ликвидирована Логиновская волость, которая вошла в укрупнённую Евгащинскую волость Тарского уезда Омской губернии с образованием Логиновского сельского совета.
В 1925 году был образован Новологиновский сельский совет путём выделения из Логиновского сельского совета Евгащинского района Тарского округа Сибирского края.
На 1926 год в состав сельского совета входили:
- село Ново-Логиново;
- деревня Берняжка;
- деревня Секменева;
- деревня Терехова;
- хутор Советский.

В 1929 году сельский совет переводится из Евгащинского в Тарский район Омского округа Западно-Сибирского края. Был присоединён Шуховский сельский совет.
В 1930 году к сельскому совету была присоединена часть Старологиновского сельского совета. Входит в Тарский район Западно-Сибирского края.
В 1931—1934 годы к сельскому совету была присоединена часть Чепляровского сельского совета.
В 1934 году сельский совет переводится из Тарского в Муромцевский район Омской области.
В 1935 году сельский совет переводится из Муромцевского в Тарский район.
В 1937 году сельский совет переводится из Тарского в восстановленный Евгащинский (Ежовский, Дзержинский с 1939) район.
В 1953 году сельский совет переводится из Дзержинского в Тарский район.
В 1954 году к сельскому совету был присоединён Усть-Тарский сельский совет.
В 1962 году сельский совет переводится из Тарского в Большереченский район.
В 1990-х годах сельский совет преобразован в сельскую администрацию.
В начале 2000-х годах сельская администрация преобразована в сельский округ.

## Население
| 2010  | 2011  | 2012  | 2013  | 2014  | 2015  | 2016  |
| ----- | ----- | ----- | ----- | ----- | ----- | ----- |
| 1494  | ↘1485 | ↘1421 | ↘1367 | ↘1319 | ↘1296 | ↘1282 |
| 2017  | 2018  | 2019  | 2020  | 2021  | 2023  |       |
| ↘1265 | ↘1220 | ↘1179 | ↘1157 | ↘1057 | ↘1008 |       |

## Административное деление
| статус  | населённый пункт | год основания |
| ------- | ---------------- | ------------- |
| село    | Новоло́гиново     | 1872          |
| деревня | Берня́жка         | 1844          |
| деревня | Секмене́во        | XVIII век     |
| деревня | Те́рехово         | 1809          |
| деревня | Чепляро́во        | ?             |
| деревня | Шу́ево            | XVIII век     |